# Новосельский (Новгородская область)
Новосе́льский — посёлок в Старорусском районе Новгородской области. Административный центр Новосельского сельского поселения.

## География
Посёлок находится в южной части Новгородской области, на расстоянии примерно 12 км (по прямой) к югу от города Старая Русса, административного центра района.

## История
Посёлок образован в 1947 году при авторемонтном заводе, который был создан на базе существовавшей здесь до этого машинно-технической станции.

## Население
| 2010 | 2011 |
| ---- | ---- |
| 667  | ↗698 |

### Национальный состав
Согласно результатам переписи 2002 года, в национальной структуре населения русские составляли 99 % из 761 чел.